# Grand Est français
Cet article concerne la notion géographique. Pour la région administrative, voir Grand Est.
Le Grand Est français est une notion géographique utilisée en France pour désigner les régions du quart nord-est du pays. Bien que non clairement délimité et ne correspondant traditionnellement à aucune entité administrative, jusqu'en 2016, le Grand Est français regroupe en général les anciennes régions administratives d'Alsace, de Bourgogne, de Champagne-Ardenne, de Franche-Comté et de Lorraine,, soit les actuelles régions administratives du Grand Est et de Bourgogne-Franche-Comté. Ce découpage correspond notamment à la zone de défense et de sécurité Est à partir de 2000, à la circonscription Est créée lors des élections européennes de 2004 et réutilisée pour celles de 2009 et de 2014, ou encore à la Mission interministérielle et interrégionale d'aménagement du territoire (Miiat) du Grand Est, mise en place par la Datar.
Cependant, selon les définitions, le Grand Est français peut englober un espace moins large, la Champagne-Ardenne, voire aussi la Bourgogne (comme dans la ZEAT Est), pouvant être rattachées au Bassin parisien ; ou au contraire un espace plus large : c'est ainsi que la Picardie et le Nord-Pas-de-Calais y sont parfois incorporés, comme au sein du Réseau interrégional d'animation (RIA) du Grand Est, institué dans le cadre du programme Leader+ de l'Union européenne.
En 2014, un collectif baptisé Grand-Est 52, né dans la région de Langres, prône la création d'une grande région fédérant plus de 8 millions d'habitants et regroupant l'Alsace, la Lorraine, la Champagne-Ardenne, la Bourgogne et la Franche-Comté, en réaction à la première mouture du projet de redécoupage régional dessiné par le gouvernement français qui prévoyait la fusion de Champagne-Ardenne avec la Picardie, dans le but de faire contrepoids à ses trois puissants voisins qui sont les régions Ile-de-France, Rhône-Alpes et Nord-Picardie. Finalement, deux régions voient le jour dans le cadre de la réforme territoriale de 2014 : l'Alsace-Champagne-Ardenne-Lorraine et la Bourgogne-Franche-Comté. Après un vote des habitants en 2016, le nom de « Grand Est » remporte 75 % des suffrages pour nommer l'Alsace-Champagne-Ardenne-Lorraine.

Localisation du Grand Est français à l'aune de l'Europe.
Les deux régions administratives du Grand Est français :   - Grand Est (Alsace, Champagne-Ardenne et Lorraine) - Bourgogne-Franche-Comté
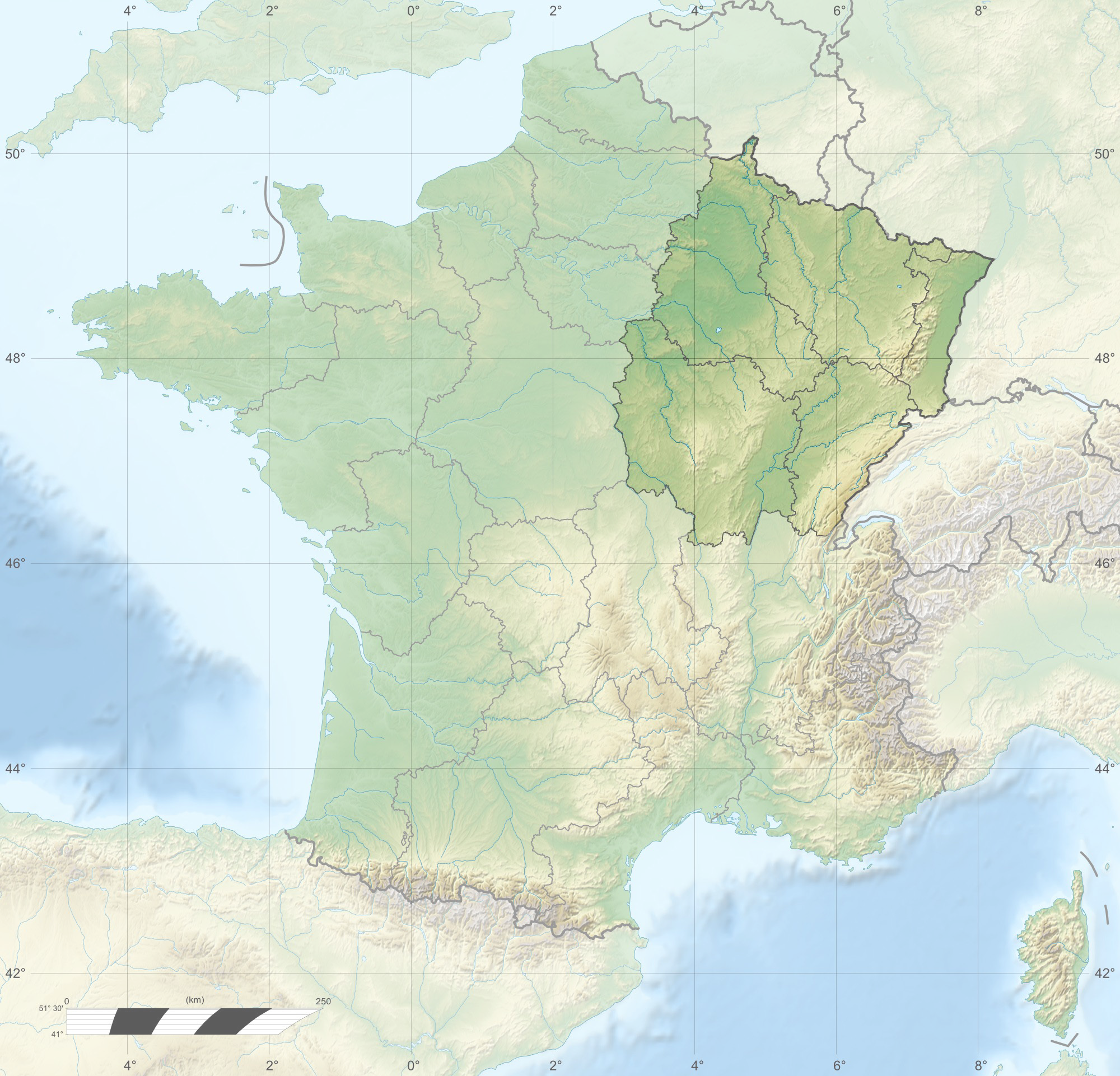
Topographie du Grand Est français.
La région administrative Grand Est (Alsace, Champagne-Ardenne et Lorraine).

## Principales aires urbaines
Liste des aires urbaines de plus de 100 000 habitants (sur la base des derniers chiffres de l'INSEE), classés par l'importance de leur population,,,,,.
| Aires urbaines                   | Date du recensement | Date du recensement | Date du recensement | Date du recensement | Date du recensement |
| Aires urbaines                   | 1990                | 1999                | 2007                | 2008                | 2010                |
| -------------------------------- | ------------------- | ------------------- | ------------------- | ------------------- | ------------------- |
| Strasbourg (rive gauche du Rhin) | 568 964             | 612 104             | 641 853             | 757 609             | 759 594             |
| Nancy                            | 406 352             | 410 405             | 415 523             | 434 202             | 434 290             |
| Metz                             | 417 048             | 429 588             | 439 351             | 389 603             | 389 851             |
| Dijon                            | 312 904             | 326 631             | 336 807             | 371 798             | 373 574             |
| Reims                            | 281 165             | 291 735             | 294 055             | 313 818             | 314 201             |
| Mulhouse                         | 261 619             | 271 024             | 279 863             | 281 520             | 281 692             |
| Besançon                         | 208 152             | 222 381             | 236 052             | 243 363             | 244 449             |
| Troyes                           | 168 679             | 172 497             | 179 150             | 188 320             | 189 700             |
| Montbéliard                      | 183 581             | 180 064             | 180 039             | 162 284             | 162 650             |
| Thionville                       | 157 777             | 156 433             | 158 139             | 134 012             | 134 775             |
| Chalon-sur-Saône                 | 128 878             | 130 825             | 134 931             | 132 603             | 132 823             |
| Colmar                           | 109 653             | 116 268             | 121 756             | 126 302             | 126 957             |
| Belfort                          | 101 785             | 104 962             | 108 675             | 112 336             | 112 693             |
| Charleville-Mézières             | 108 493             | 107 777             | 104 241             | 106 747             | 106 244             |

Avec l'introduction relativement récente de notions d'Unité Urbaine / EPCI, standardisées selon Insee, le classement ci-dessus a été revu de manière qu'il soit plus représentatif des bassins de vie et d'activité. Si Strasbourg reste de loin la plus peuplée, Reims est désormais la 2e intercommunalité, 298 000 habitants (depuis le 1/7/2016) et Mulhouse la 3e avec 274 000 habitants.